# Безпечний прохід
«Безпечний прохід» (англ. Safe Passage) — художній фільм 1994 року режисера Роберта Аллана Акермана із Сьюзен Серендон у головній ролі, екранізація однойменного роману Еллін Бек.

## Сюжет
Фільм про матір семи синів, чиї чвари зі сліпнучим чоловіком, з яким вона в шлюбі вже 25 років, були відсунуті на задній план, коли надійшла звістка про трагедію з сином, який служить в армії.

## У ролях
| Актор              | Роль                  |
| ------------------ | --------------------- |
| Сьюзен Серендон    | Мег / Маргарет Сінгер |
| Нік Стал           | Саймон Сінгер         |
| Сем Шепард         | Патрік Сінгер         |
| Марсія Ґей Гарден  | Синтія                |
| Роберт Шон Леонард | Альфред Сінгер        |
| Шон Астін          | Іззі Сінгер           |
| Філіп Боско        | Морт                  |
| Джейсон Лондон     | Гідеон Сінгер         |

## Факти
Роль Іззі призначалася для Рівера Фенікса (1970—1993), але він помер до початку зйомок від передозування наркотиків, тому цю роль виконав Шон Астін.